# Salut 6
Salut 6 (ros. Салют-6) – radziecka stacja kosmiczna, ósma z wszystkich stacji programu Salut. Została wyniesiona na orbitę 29 września 1977 za pomocą rakiety Proton K z kosmodromu Bajkonur w ZSRR (obecnie Kazachstan). Funkcjonowała przez pięć lat.
Była to pierwsza stacja, którą odwiedzili ludzie spoza USA czy ZSRR, w ramach programu Interkosmos. Byli to głównie obywatele państw członkowskich Układu Warszawskiego, w tym Polski. Stacja Salut 6 była także pierwszym celem statku zaopatrzeniowego Progress. Stację zdjęto z orbity za pomocą bezzałogowego statku Kosmos 1267 w dniu 29 lipca 1982.

## Budowa stacji
W bazie satelitarnej dokonano istotnych modyfikacji w porównaniu z poprzednimi Salutami. Przede wszystkim dodano drugi węzeł cumowniczy. Umieszczono go na drugim końcu kadłuba bazy. Węzeł cumowniczy został domontowany do przedziału przejściowego. Dodatkowy  węzeł cumowniczy został w zasadzie przeznaczony do przyjmowania statków typu Progress, ale również mogły do niego cumować statki typu Sojuz i Sojuz-T. Zainstalowanie dodatkowego węzła i przedziału przejściowego na agregatowej stronie bazy, zmusiło do innego zlokalizowania obu silników manewrowych niż w bazach Salut 4 i Salut 5. Musiały być odsunięte na większą odległość od wzdłużnej osi bazy. Zmniejszono przy tym ciąg obu silników z 4000 N do około 3000 N, a także zastosowano jako materiał pędny dimetylohydrazynę i tetratlenek diazotu zamiast nafty i kwasu azotowego. W skład systemu orientacyjnego i korekcyjnego weszły 32 rakietowe dysze (główne i zapasowe) rozmieszczone w części agregatowej bazy. Wzbogacono wyposażenie naukowe i inaczej je rozmieszczono. Wśród wyposażenia znalazła się aparatura Zakładów Zeissa MKF6M, przeznaczona do dokładnych fotografii powierzchni Ziemi. Oprócz tego w bazie znalazły się:
- druga kamera fotograficzna KATE 140
- teleskop BST1M wykonujący obserwacje w dalekiej podczerwieni
- spektrometr podczerwieni FM 107
- spektrometr Mikron
- radiometr nadfioletowy FM 4 UF, przeznaczony do obserwacji gwiazd

Zainstalowano aparaturę do topienia substancji (piece Spław i Kristałł) przeznaczone do uzyskiwania nietypowych stopów metali. Zasadnicze źródło energii stanowiły fotoogniwa słoneczne. Rozmieszczone na trzech płytach umieszczonych tak jak na Salucie 4 i 5, ale o powierzchni zwiększonej do 60 m². Wytworzony prąd ładował akumulatory niklowo-kadmowe. W systemie regulacji temperatury zastosowano dwa obwody cieczowe. W systemie oczyszczającym atmosferę zamontowano urządzenia do odzyskiwania wody użytkowej z atmosfery bazy. Zmniejszało to wilgotność bazy i korzystnie wpływało na komfort klimatyczny pomieszczeń.

## Historia

### Operacje dokowania
Godziny podane według czasu moskiewskiego.
| Pojazd      | Dzień dokowania      | Godzina dokowania | Port cumowniczy | Dzień odłączenia     | Godzina odłączenia | Czas połączenia (w dniach) |
| ----------- | -------------------- | ----------------- | --------------- | -------------------- | ------------------ | -------------------------- |
| Sojuz 25    | 10 października 1977 | 07:09             | przedni         | 11 października 1977 | 08:00              | 1,03                       |
| Sojuz 26    | 11 grudnia 1977      | 06:02             | tylny           | 16 stycznia 1978     | 14:22              | 36,35                      |
| Sojuz 27    | 11 stycznia 1978     | 17:06             | przedni         | 16 marca 1978        | 11:00              | 63,75                      |
| Progress 1  | 22 stycznia 1978     | 13:12             | tylny           | 7 lutego 1978        | 08:55              | 15,82                      |
| Sojuz 28    | 3 marca 1978         | 20:10             | tylny           | 10 marca 1978        | 13:25              | 6,72                       |
| Sojuz 29    | 17 czerwca 1978      | 00:58             | przedni         | 3 września 1978      | 11:23              | 78,43                      |
| Sojuz 30    | 29 czerwca 1978      | 20:08             | tylny           | 5 lipca 1978         | 13:15              | 6,71                       |
| Progress 2  | 9 lipca 1978         | 15:59             | tylny           | 2 sierpnia 1978      | 07:57              | 23,66                      |
| Progress 3  | 10 sierpnia 1978     | 03:00             | tylny           | 21 sierpnia 1978     | -                  | ~11                        |
| Sojuz 31    | 27 sierpnia 1978     | 19:37             | tylny           | 7 września 1978      | 13:53              | 10,76                      |
| Sojuz 31    | 7 września 1978      | 14:21             | przedni         | 2 listopada 1978     | 10:46              | 55,85                      |
| Progress 4  | 6 października 1978  | 04:00             | tylny           | 24 października 1978 | 16:07              | 18,50                      |
| Sojuz 32    | 26 lutego 1979       | 08:30             | przedni         | 13 czerwca 1979      | 12:51              | 107,18                     |
| Progress 5  | 14 marca 1979        | 10:20             | tylny           | 3 kwietnia 1979      | 19:10              | 20,37                      |
| Progress 6  | 15 maja 1979         | 09:19             | tylny           | 8 czerwca 1979       | 11:00              | 24,07                      |
| Sojuz 34    | 8 czerwca 1979       | 23:02             | tylny           | 14 czerwca 1979      | 19:18              | 5,84                       |
| Sojuz 34    | 14 czerwca 1979      | ~19:50            | przedni         | 19 sierpnia 1979     | 12:08              | 65,86                      |
| Progress 7  | 30 czerwca 1979      | 14:18             | tylny           | 18 lipca 1979        | 06:50              | 17,69                      |
| Sojuz T-1   | 19 grudnia 1979      | 17:05             | przedni         | 24 marca 1980        | 00:04              | 94,29                      |
| Progress 8  | 29 marca 1980        | 23:01             | tylny           | 25 kwietnia 1980     | 11:04              | 26,50                      |
| Sojuz 35    | 10 kwietnia 1980     | 18:16             | przedni         | 3 czerwca 1980       | 14:47              | 53,85                      |
| Progress 9  | 29 kwietnia 1980     | 11:09             | tylny           | 20 maja 1980         | 21:51              | 21,45                      |
| Sojuz 36    | 27 maja 1980         | 22:56             | tylny           | 4 czerwca 1980       | 18:08              | 7,86                       |
| Sojuz 36    | 4 czerwca 1980       | 19:38             | przedni         | 31 lipca 1980        | 14:55              | 56,86                      |
| Sojuz T-2   | 6 czerwca 1980       | 18:58             | tylny           | 9 czerwca 1980       | 12:24              | 2,73                       |
| Progress 10 | 1 lipca 1980         | 08:53             | tylny           | 18 lipca 1980        | 01:21              | 16,69                      |
| Sojuz 37    | 24 czerwca 1980      | 23:02             | tylny           | 1 sierpnia 1980      | 19:43              | 7,86                       |
| Sojuz 37    | 1 sierpnia 1980      | ~20:10            | przedni         | 11 października 1980 | 09:30              | 70,56                      |
| Progress 11 | 30 września 1980     | 20:03             | tylny           | 9 grudnia 1980       | 13:23              | 69,72                      |
| Sojuz T-3   | 28 listopada 1980    | 18:54             | przedni         | 10 grudnia 1980      | 09:10              | 11,59                      |
| Progress 12 | 26 stycznia 1981     | 18:56             | tylny           | 19 marca 1981        | 21:14              | 52,09                      |
| Sojuz T-4   | 13 marca 1981        | 23:33             | przedni         | 26 maja 1981         | -                  | ~74                        |
| Sojuz 39    | 23 marca 1981        | 19:28             | tylny           | 30 marca 1981        | 11:22              |                            |
| Sojuz 40    | 15 maja 1981         | 21:50             | tylny           | 22 maja 1981         | 13:37              | 6,66                       |
| Kosmos 1267 | 19 czerwca 1981      | 10:52             | przedni         | przyłączony na stałe | -                  | -                          |

### Załogi
Godziny podane według czasu GMT.
| Ekspedycja      | Załoga (w przypadku kosmonautów spoza ZSRR podano kraj pochodzenia) | Data startu                | Pojazd dowożący | Data powrotu                  | Pojazd odwożący | Czas trwania (w dniach) |
| --------------- | ------------------------------------------------------------------- | -------------------------- | --------------- | ----------------------------- | --------------- | ----------------------- |
| Salut 6 - EO-1  | Jurij Romanienko, Gieorgij Grieczko                                 | 10 grudnia 1977 01:18:40   | Sojuz 26        | 16 marca 1978 11:18:47        | Sojuz 27        | 96,42                   |
| Salut 6 - EP-1  | Władimir Dżanibekow, Oleg Makarow                                   | 10 stycznia 1978 12:26:00  | Sojuz 27        | 16 stycznia 1978 11:24:58     | Sojuz 26        | 5,96                    |
| Salut 6 - EP-2  | Aleksiej Gubariew, Vladimír Remek - Czechosłowacja                  | 2 marca 1978 15:28:00      | Sojuz 28        | 10 marca 1978 13:44:00        | Sojuz 28        | 7,93                    |
| Salut 6 - EO-2  | Władimir Kowalonok, Aleksandr Iwanczenkow                           | 15 czerwca 1978 20:16:45   | Sojuz 29        | 2 listopada 1978 11:04:17     | Sojuz 31        | 139,62                  |
| Salut 6 - EP-3  | Piotr Klimuk, Mirosław Hermaszewski - Polska Rzeczpospolita Ludowa  | 27 czerwca 1978 15:27:21   | Sojuz 30        | 5 lipca 1978 13:30:20         | Sojuz 30        | 7,92                    |
| Salut 6 - EP-4  | Walerij Bykowski, Sigmund Jähn - Niemiecka Republika Demokratyczna  | 26 sierpnia 1978 14:51:30  | Sojuz 31        | 3 września 1978 11:40:34      | Sojuz 29        | 7,87                    |
| Salut 6 - EO-3  | Władimir Lachow, Walerij Riumin                                     | 25 lutego 1979 11:53:49    | Sojuz 32        | 19 sierpnia 1979 12:29:26     | Sojuz 34        | 175,02                  |
| Salut 6 - EO-4  | Leonid Popow, Walerij Riumin                                        | 9 kwietnia 1980 13:38:22   | Sojuz 35        | 11 października 1980 09:49:57 | Sojuz 37        | 184,84                  |
| Salut 6 - EP-5  | Walerij Kubasow, Bertalan Farkas - Węgierska Republika Ludowa       | 26 maja 1980 18:20:39      | Sojuz 36        | 3 czerwca 1980 15:06:23       | Sojuz 35        | 7,87                    |
| Salut 6 - EP-6  | Jurij Małyszew, Władimir Aksionow                                   | 5 czerwca 1980 14:19:30    | Sojuz T-2       | 9 czerwca 1980 12:39:00       | Sojuz T-2       | 3,93                    |
| Salut 6 - EP-7  | Wiktor Gorbatko, Phạm Tuân - Wietnam                                | 23 lipca 1980 18:33:03     | Sojuz 37        | 31 lipca 1980 15:15:02        | Sojuz 36        | 7,86                    |
| Salut 6 - EP-8  | Jurij Romanienko, Arnaldo Tamayo Méndez - Kuba                      | 18 września 1980 19:11:03  | Sojuz 38        | 26 września 1980 15:54:27     | Sojuz 38        | 7,86                    |
| Salut 6 - EO-5  | Leonid Kizim, Oleg Makarow Giennadij Striekałow                     | 27 listopada 1980 14:18:28 | Sojuz T-3       | 10 grudnia 1980 09:26:10      | Sojuz T-3       | 12,80                   |
| Salut 6 - EO-6  | Władimir Kowalonok, Wiktor Sawinych                                 | 12 marca 1981 19:00:11     | Sojuz T-4       | 26 maja 1981 12:37:34         | Sojuz T-4       | 74,73                   |
| Salut 6 - EP-9  | Władimir Dżanibekow, Dżügderdemidijn Gürragczaa - Mongolia          | 22 marca 1981 14:58:55     | Sojuz 39        | 30 marca 1981 11:40:58        | Sojuz 39        | 7,86                    |
| Salut 6 - EP-10 | Leonid Popow, Dumitru Prunariu - Rumunia                            | 14 maja 1981 17:16:38      | Sojuz 40        | 22 maja 1981 13:58:30         | Sojuz 40        | 7,86                    |

### Spacery kosmiczne
Godziny podane według czasu GMT.
| Spacer kosmiczny | Kosmonauci              | Data             | Początek | Koniec | Czas trwania (w godzinach) | Komentarz |
| ---------------- | ----------------------- | ---------------- | -------- | ------ | -------------------------- | --- |
| Salut 6 - PE-1   | Romanienko i Grieczko   | 19 grudnia 1977  | 21:36    | 23:04  | 1:28                       | Test skafandra Orłan-D, kontrola aparatu cumowniczego i montaż kasety Meduza.                                                     |
| Salut 6 - PE-2   | Kowalonok i Iwanczenkow | 29 lipca 1978    | 04:00    | 06:20  | 2:05                       | Odłączenie kasety Meduza i pasywnego wykrywacza mikrometeroidów, montaż czujników promieniowania i nowych zestawów eksperymentów. |
| Salut 6 - PE-3   | Riumin i Lachow         | 15 sierpnia 1979 | 14:16    | 15:39  | 1:23                       | Demontaż anteny radiowej KRT-10, odłączenie kaset z eksperymentami.                                                               |

## Podsumowanie
- Liczba dni na orbicie: 1764
- Liczba dni z załogami na orbicie: 676
- Liczba załóg: 16
- Liczba załóg podstawowych: 5
- Liczba załóg odwiedzających: 10 (w tym 8 międzynarodowych)
- Jedna „załoga remontowa”
- Liczba kosmonautów: 27 (w tym 6 dwukrotnie)
- Dwóm załogom nie udało się dotrzeć na stację
- 12 statków towarowych dostarczyło załogom 20 ton różnorodnych ładunków
- Do stacji dokowały 35 razy obiekty z załogą i bez